# Andrés Gómez
Andrés Gómez (Guaiaquil, 27 de fevereiro de 1960) é um ex-tenista profissional equatoriano. Foi N°. 4 do mundo em simples e alcançou a posição de N°. 1 do mundo nas duplas. Conquistou 54 troféus no circuito profissional da ATP, sendo que 21 desses títulos foram na modalidade de simples e 33 nas duplas. É pai do tenista profissional Emilio Gómez.
Ex-número 4 do mundo em simples, ele conquistou 21 títulos ATP em simples, sendo que 17 deles foram no saibro. Sua melhor temporada foi a de 1990 quando, além de levantar o troféu de Roland Garros, em
Paris, conquistou os títulos dos ATPs de Madri e Barcelona.
Em sua vitoriosa carreira, Andrés Gómez chegou a ser o número 4 do ranking mundial de simples no ano de 1990, mesmo ano em escreveu
seu nome na história da modalidade ao vencer o norte-americano Andre Agassi na final de Roland Garros, o que para a época lhe rendeu o status de tenista mais
veterano - 30 anos e 3 meses - a vencer no saibro do Grand Slam de Paris desde 1974. As façanhas de Gómez não param por aí. Pois ele
também alcançou a posição de número 1 do ranking mundial nas duplas com os títulos
dos Grand Slams de Roland Garros e do US Open, além de colecionar 54 troféus como
campeão no circuito profissional da ATP, sendo que 21 desses títulos foram em simples e 33 em duplas.

## Grand Slam finais

### Simples: 1 (1–0)
| Posição | Ano  | Campeonato    | Piso   | Oponente     | Placar             |
| ------- | ---- | ------------- | ------ | ------------ | ------------------ |
| Campeão | 1990 | Roland Garros | Saibro | Andre Agassi | 6–3, 2–6, 6–4, 6–4 |

### Duplas: 2 (2–0)
| Posição | Ano  | Campeonato    | Piso   | Parceiro             | Oponentes                     | Placar                  |
| ------- | ---- | ------------- | ------ | -------------------- | ----------------------------- | ----------------------- |
| Campeão | 1986 | US Open       | Duro   | Slobodan Živojinović | Joakim Nyström Mats Wilander  | 4–6, 6–3, 6–3, 4–6, 6–3 |
| Campeão | 1988 | Roland Garros | Saibro | Emilio Sánchez       | John Fitzgerald Anders Järryd | 6–3, 6–7, 6–4, 6–3      |